# Džang Cining
Džang Cining (pinjin Zhang Cining, znan tudi pod psevdonimom Kun Ji oz. Kun Yi in umetniškim imenom Gvi Jan oz. Gui Yan)), kitajski slikar, * 1743, † 1817 (1818).
Odrasel je na severu Kitajske, starost je prebil v Jangdžovu. Nekaj časa je bil uradnik, nato dvorni slikar. Že za svojega življenja je zaslovel po natančnih barvnih slikah cvetja in pokrajin. Ustvarjal je v tehniki prenašanja ideje, ki jo je še izpopolnil. Odlikuje ga gibčnost poteze s čopičem, občutek za ritem in živahnost, prostorskost in plastenje. Z izmenično uporabo čopiča za stebla in tuša za večje sklenjene in prekrivajoče se ploskve cvetov in listov (predvsem pri senčenju) je dosegel vtis elegantnosti ter združil kaligraske prvine s slikarskimi. Njegova dela so bila ponujena na več dražbah; največ – 10.843 ameriških dolarjev – so iztržili za sliko, navdihnjeno po pesmi Ven Džengminga na dražbi XiLingYinShe Auction Co. Ltd. leta 2019.